# Gouvernement de la RDA de 1976-1981
 (novembre 2024).
Si vous disposez d'ouvrages ou d'articles de référence ou si vous connaissez des sites web de qualité traitant du thème abordé ici, merci de compléter l'article en donnant les références utiles à sa vérifiabilité et en les liant à la section « Notes et références ».
RDA
1971-1976 1981-1986
Le septième gouvernement de la République démocratique allemande (RDA) dure du 1er novembre 1976 au 26 juin 1981.

## Composition[1]
| Ministère                                                        | Nom | Parti                         |
| ---------------------------------------------------------------- | --- | ----------------------------- |
| Ministre-président                                               | Willi Stoph | SED                           |
| Premier vice-ministre-président                                  | Werner Krolikowski Alfred Neumann | SED                           |
| Vice-ministre-président                                          | Manfred Flegel (de) Wolfgang Rauchfuß (de) Gerhard Schürer Rudolph Schulze Hans Reichelt Gerhard Weiss (de) Herbert Weiz Hans-Joachim Heusinger Günther Kleiber | NDPD SED CDU DBD SED LDPD SED |
| Affaires étrangères                                              | Oskar Fischer | SED                           |
| Intérieur                                                        | Friedrich Dickel | SED                           |
| Défense                                                          | Heinz Hoffmann | SED                           |
| Finances                                                         | Siegfried Böhm jusqu'au 5 mai 1980 Werner Schmieder | SED                           |
| Président de la Banque d'État                                    | Horst Kaminsky (de) | SED                           |
| Éducation                                                        | Margot Honecker | SED                           |
| Culture                                                          | Hans-Joachim Hoffmann | SED                           |
| Président de la Commission de Planification                      | Gerhard Schürer | SED                           |
| Vice-président de la Commission de Planification                 | Kurt Fichter bis 28 août 1979 Wolfgang Greß | SED                           |
| Secrétaire d'État de la Commission de Planification              | Heinz Klopfer | SED                           |
| Charbon et Énergie                                               | Klaus Siebold (de) bis 28. August 1979 Wolfgang Mitzinger | SED                           |
| Materialwirtschaft                                               | Wolfgang Rauchfuß | SED                           |
| Mines et Métallurgie                                             | Kurt Singhuber (de) | SED                           |
| Industrie chimique                                               | Günther Wyschofsky | SED                           |
| Électrotechnique et Électronique                                 | Otfried Steger (de) | SED                           |
| Allgemeinen Maschinenbau                                         | Günther Kleiber | SED                           |
| Schwermaschinen und Anlagenbau                                   | Gerhard Zimmermann | SED                           |
| Verarbeitungsmaschnen und Fahrzeugbau                            | Rudi Georgi | SED                           |
| Industries du verre et de la céramique                           | Werner Greiner-Petter | SED                           |
| Industrie légère                                                 | Karl Bettin bis 15. Dezember 1978 Werner Buschmann | SED                           |
| Bezirksgeleitete und Lebensmittelindustrie                       | Udo-Dieter Wange | SED                           |
| Sciences et Techniques                                           | Herbert Weiz | SED                           |
| Commerce et Approvisionnements                                   | Gerhard Briksa (de) | SED                           |
| Construction                                                     | Wolfgang Junker | SED                           |
| Commerce extérieur                                               | Horst Sölle (de) | SED                           |
| Président du Comité d'inspection des travailleurs et des paysans | Heinz Matthes bis 21. Dezember 1977 Albert Stief | SED                           |
| Vorsitzender des Staatlichen Vertragsgerichts                    | Manfred Flegel | NDPD                          |
| Santé                                                            | Ludwig Mecklinger | CDU                           |
| Justice                                                          | Hans-Joachim Heusinger | LDPD                          |
| Géologie                                                         | Manfred Bochmann (de) | SED                           |
| Postes et Télécommunications                                     | Rudolph Schulze | CDU                           |
| Transports                                                       | Otto Arndt | SED                           |
| Protection de l'Environnement et Gestion de l'Eau                | Hans Reichelt | DBD                           |
| Agriculture, Forêts et Agroalimentaire                           | Heinz Kuhrig | SED                           |
| Sécurité d'État                                                  | Erich Mielke | SED                           |
| Chef du bureau de l'Enseignement supérieur et technique          | Hans-Joachim Böhme | SED                           |
| Chef du bureau des Prix                                          | Walter Halbritter | SED                           |
| Maire de Berlin-Est                                              | Erhard Krack | SED                           |

## Sources
- (de) Cet article est partiellement ou en totalité issu de l’article de Wikipédia en allemand intitulé « Ministerrat der DDR (1976–1981) » (voir la liste des auteurs).